# Paule Baudouin
Paule Baudouin, née le 25 octobre 1984 à Saint-Denis, est une handballeuse internationale française, évoluant au poste d'ailière gauche.

## Biographie
Pour la saison 2012-2013, elle quitte Le Havre pour Metz. Sa première saison en Lorraine est couronnée de succès, tant sur le plan personnel avec la récompense de meilleure ailière gauche du championnat et le titre de meilleure marqueuse de la saison régulière avec 125 buts, que collectif. Le Metz Handball réalise en effet le doublé coupe de France-championnat et atteint également la finale de la coupe EHF, perdue d'un but face aux danoises de Team Tvis Holstebro.
Lors de la saison 2013-2014, après la victoire en coupe de la Ligue face à Fleury, elle prolonge, son contrat avec Metz de deux années supplémentaires. Sa saison se termine par un nouveau titre de championne de France après une victoire en finale face à Issy Paris Hand.
Cadre de l'équipe de Metz, avec qui elle se qualifie pour le tour principal de la Ligue des champions 2014-2015, elle est retenue pour participer au Championnat d'Europe 2014 en Hongrie et en Croatie. Sélectionnée depuis 2004 en équipe nationale, elle est, avec Nina Kanto, la joueuse la plus expérimentée d'un groupe rajeuni. La France termine finalement 5e de la compétition.
Très peu utilisée par Jérémy Roussel à compter de la saison 2015-2016, elle trouve un accord avec le club pour résilier son contrat en octobre 2015 et quitte ainsi Metz après trois saisons. Elle s'engage dans la foulée avec le SG BBM Bietigheim.
Elle revient en France dès la saison suivante en rejoignant Fleury et remplacer Manon Houette au poste d'ailière gauche.
Après deux saisons à Fleury, elle rejoint Nantes en 2018, où elle retrouve son ancien entraîneur du Havre, Frédéric Bougeant.

## Palmarès

### Club
compétitions internationales
- vainqueur de la coupe Challenge (2) en 2011 (avec Mios-Biganos) et 2012 (avec Le Havre AC Handball)

compétitions nationales
- championne de France (2) en 2013 et 2014 (avec Metz Handball)
  - Deuxième en 2006 (avec Le Havre AC Handball)
- vainqueur de la coupe de France (3) en 2006 (avec Le Havre AC Handball), 2013[13] et 2015 (avec Metz Handball)
- vainqueur de la coupe de la Ligue en 2014 (avec Metz Handball)
  - finaliste en 2005 et 2006 (avec Le Havre AC Handball)

### Sélection nationale
- 1re sélection en équipe de France le 4 avril 2004 à Albertville face au  Serbie-et-Monténégro
- 184 sélections et 575 buts (décembre 2013)[2]

championnats du monde
- finaliste du championnat du monde 2009
- finaliste du championnat du monde 2011

championnats d'Europe
- troisième du championnat d'Europe en 2006

autres
- 5e place du championnat d'Europe junior en 2002

### Récompenses individuelles
- joueuse LFH du mois en septembre 2012[14]
- élue meilleure ailière gauche du championnat de France en 2013

## Galerie

Le 15/11/2014 lors d'un match de Ligue des Champions contre Larvik
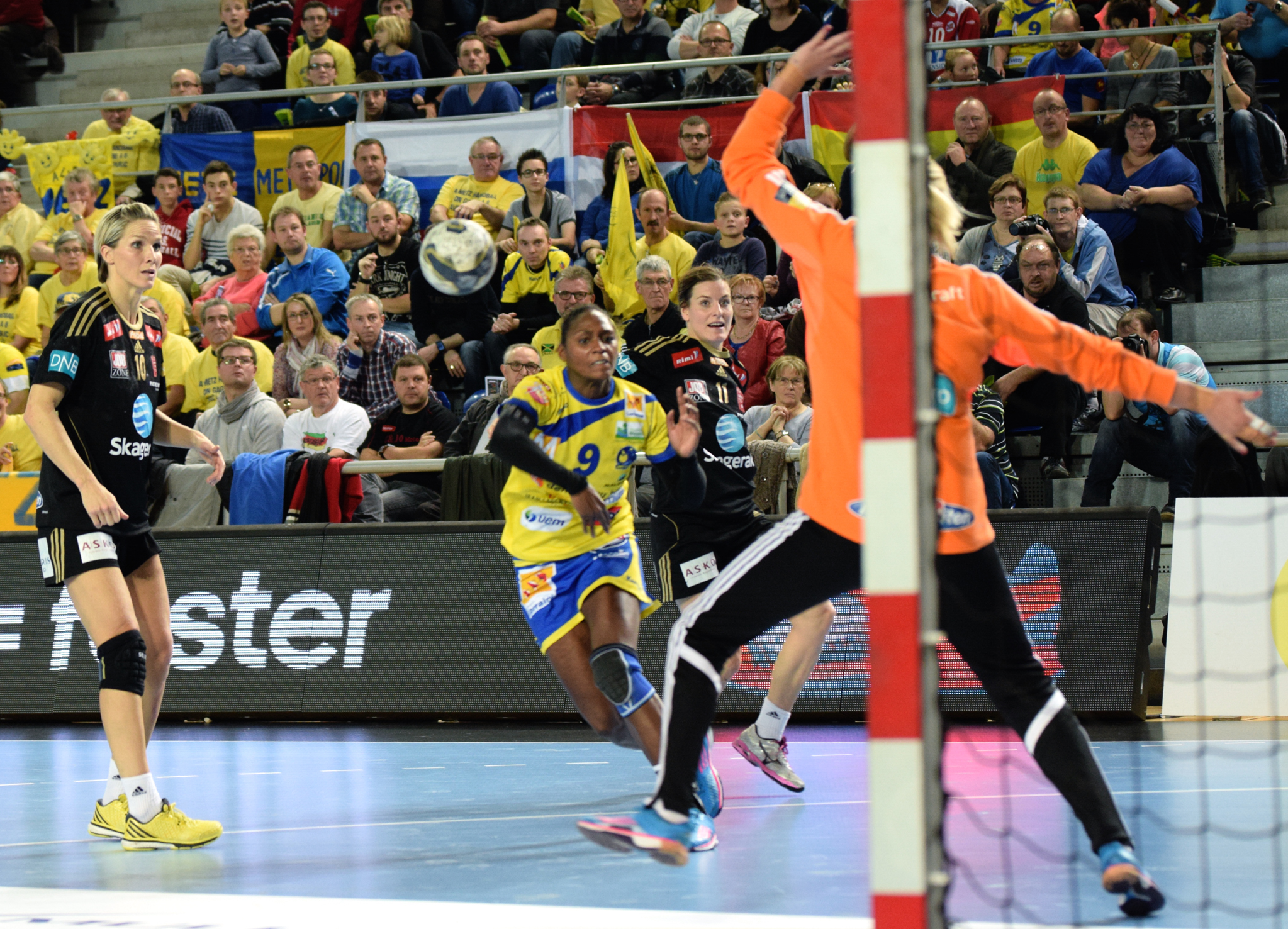
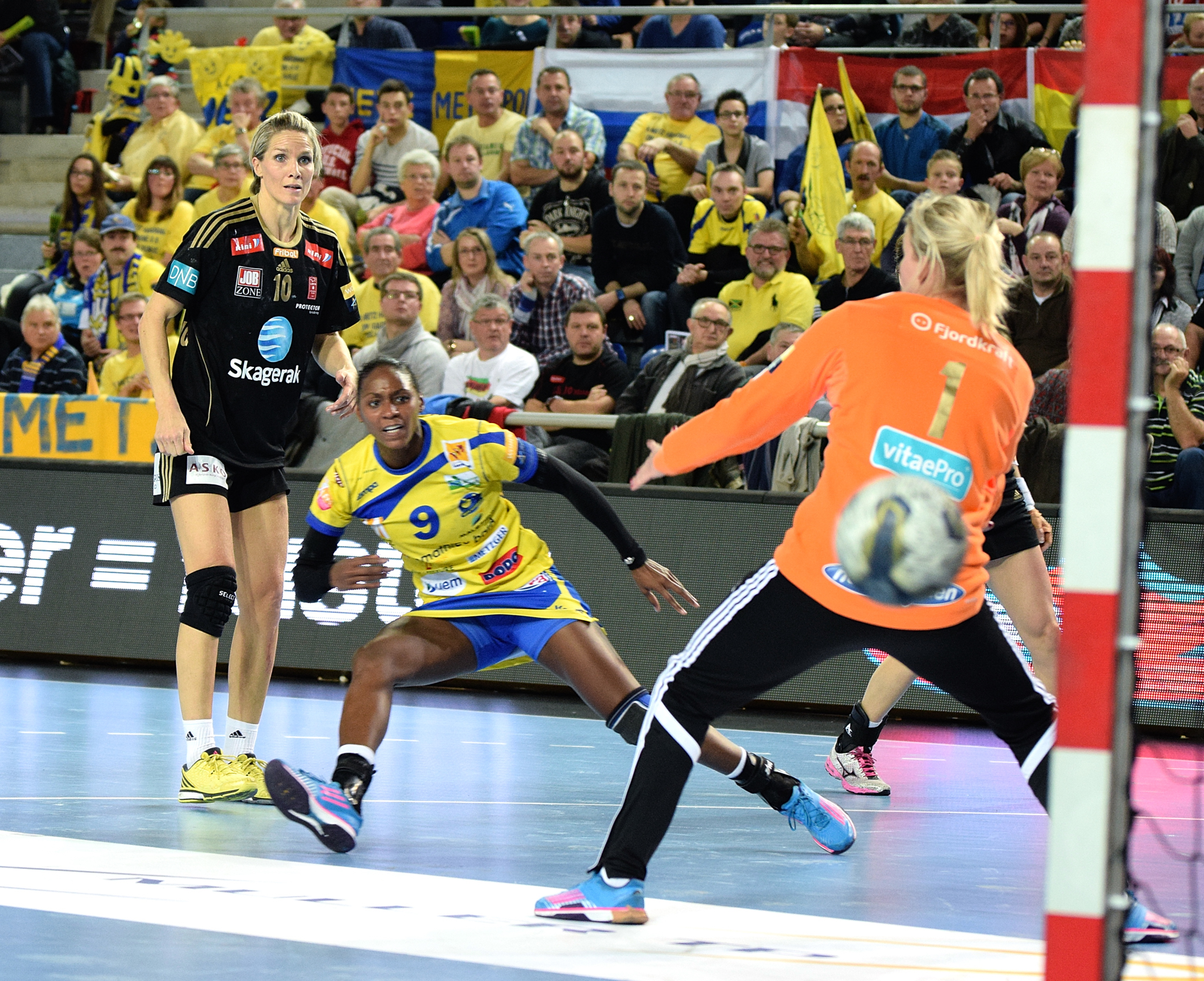
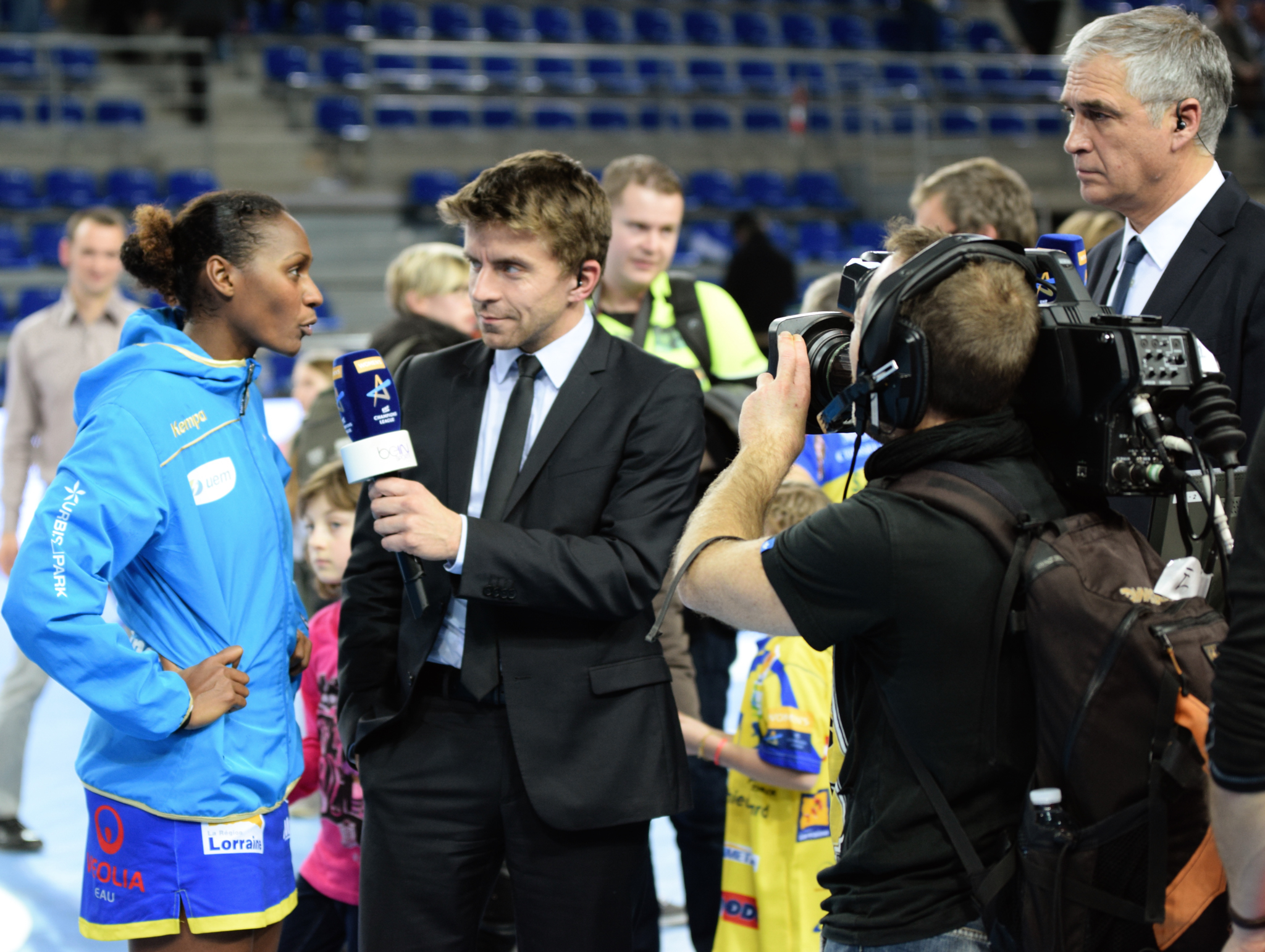